# Нападение на Рио Браво
«Нападение на Ри́о Бра́во» (англ. Gunfight at Rio Bravo) — американский вестерн 2023 года, продюсером которого и исполнителем главной роли стал Александр Невский. Критики разгромили фильм за малобюджетность и низкое качество, но он получил вирусную популярность в интернете.

## Сюжет
Действие фильма происходит в 1873 году в восточном Техасе. Русский иммигрант и герой Гражданской войны Иван Турчин (исторический  прототип - Иван Турчанинов) приезжает в маленький город. Туда же прибывают маршал с помощником и арестованным главарём банды «Адские гончие», а потом и агенты Пинкертона, которые хотят забрать бандита с собой. Турчин замечает кровь на воротнике одного из агентов и понимает что это преступники, пришедшие освободить своего главаря. Он убивает обоих, но те успевают ранить маршала и застрелить его помощника. Становится ясно, что город в опасности, местные жители прячутся в церкви.
«Адские гончие», узнав о случившемся, в полном составе врываются в город. Турчин, маршал и шериф успешно отстреливаются, но бандиты захватывают в заложники священника и угрожают поджечь церковь, поэтому главаря приходится отпустить. Затем Турчин убивает оставшихся «Гончих». Главаря он ранит в финальной дуэли и передаёт маршалу.

## В ролях
| Актёр              | Роль         |
| ------------------ | ------------ |
| Александр Невский  | Иван Турчин  |
| Оливье Грюнер      | Остин Картер |
| Маттиас Хьюз       | Этан Кроули  |
| Натали Денис Шперл | Нора Миллер  |
| Роберт Ливингстон  | Уолкер       |
| Анна Орис          | Арлена       |
| Керри Гудвин       | Дженни Грей  |
| Джо Корнет         | Вернон Келли |
| Джон Маррс         | Грэйди       |
| Джон Фэллон        | Сэмюэль      |
| Ли Доусон          | мэр Боуман   |
| Мария Пэрис        | Даниела      |
| Курт Ламберт       | Священник    |

## Создание и оценки
Режиссёром картины стал Джо Корнет, сценарий написал Крэйг Хаманн. Продюсировал проект Александр Невский, который ещё и сыграл главную роль. К актёрскому коллективу присоединились Оливье Грюнер, Матиас Хьюз, Натали Денис Шперл, Роберт Ливингстон, Анна Орис. Съёмки, проходившие в Аризоне, закончились в июне 2021 года, в июле вышел трейлер. Премьера была намечена на весну 2022 года, но позже её отложили. Премьера картины состоялась 17 января 2023 года.
Российские критики разгромили фильм, он получил крайне отрицательные отзывы в прессе и ни одной положительной рецензии. Его особенно критиковали за дешевизну, скучность, низкое качество постановки и самолюбование Невского. Отрицательные обзоры опубликовали «Кинопоиск», «25-й кадр», КГ-Портал. Константин Мышкин, рецензент портала Фильм.ру, поставил фильму 3 балла из 10, отметив, что в нём есть несколько удачных эпизодов, но в целом картина «тонет в искусственности, неуместной фальши и неясных мотивировках создателей». Видеоблогер BadComedian высмеял и раскритиковал «Нападение», назвав его непреднамеренно смешным.
Фильм приобрёл ироничную вирусную популярность в интернете. Сразу после выхода в прокат он получил высокие оценки от зрителей на профильных платформах, но спустя несколько дней рейтинг был обнулён — предположительно, за неправомерную накрутку положительных отзывов. В голосовании пользователей сайта DTF на лучший фильм «Нападение на Рио Браво» благодаря флэшмобу заняло третье место.

## Продолжение
В апреле 2023 года Невский заявил, что у фильма будет сиквел под названием «Затерянные в Рио Браво» и что его первый трейлер покажут на Канском кинофестивале. Премьера фильма состоялась 23 февраля 2024. В мае 2023 года Невский анонсировал ещё и триквел, который получил название «Золото Рио Браво: Тайна шерифа Келли».